# 卒業 (ガガガSPの曲)
「卒業」（そつぎょう）は、2002年1月17日に発売された、ガガガSPのメジャーデビューシングル。インディーズ盤を加えると3枚目のシングル。SMRのMASTERSIX FOUNDATIONよりリリース。

## 概要
- 「卒業ソング」の一つ。
- 当初は、「卒業アルバム」に収録されている「心の唄」がデビューシングル候補であったが最後の最後で情勢が変わり、この曲がメジャーデビューシングルとなった。
- ボーカルのコザック前田は泉谷しげるの大ファンであり、カップリングで泉谷しげるの「里帰り」をカバーしている。
- PVは茨城県大子町にある旧上岡小学校（明治12年創立、平成13年廃校）で撮影された。
- PVで女子高生役を演じているのは金子愛（かねこ めぐみ）。

## 収録曲
1. 卒業
作詞・作曲：コザック前田／編曲：ガガガSP
「ガガガSPベストアルバム」にも収録されている。
KANの「愛は勝つ」、槇原敬之の「どんなときも。」にあたる曲だと前田は言っている。
2. 里帰り
作詞・作曲：泉谷しげる
3. 愛
作詞・作曲：コザック前田